# Чарлтон (остров)
Чарлтон (англ. Charlton Island) — остров Канадского Арктического архипелага. В настоящее время остров необитаем (2012).

## География
Площадь острова составляет 308 км². Длина береговой линии 93 км.
Расположен в южной части залива Джеймс, самый крупный из россыпи низменных островов, лежащих на входе в бухту Руперта. Длина острова составляет 30 км, максимальная ширина в центральной части равна 15 км. Топография острова невыразительна, он низкий и плоский, лишь в нескольких местах высоты превышают 40 метров над уровнем моря. Низкий рельеф и плохой дренаж привели к заболачиванию земель в западной и центральной части острова.
В непосредственной близости от острова Чарлтон лежит множество более мелких островов и островков. Самый близкий крупный сосед – это остров Акимиски, примерно в 100 км к северо-западу.